# 内堀通り

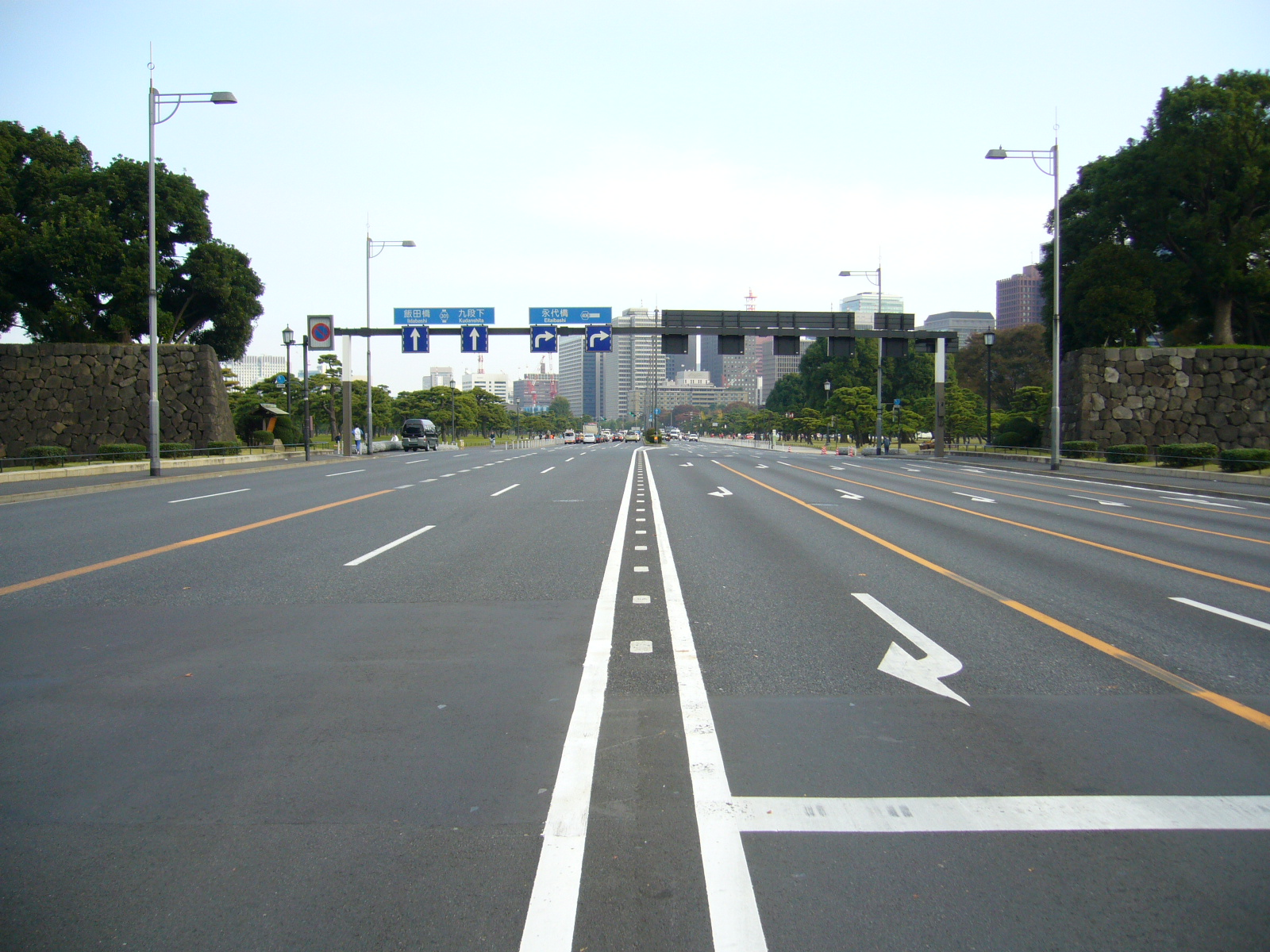
内堀通り（祝田橋交差点から二重橋前方面）

内堀通り（うちぼりどおり）とは、東京都千代田区の皇居内堀沿いを通る環状道路の通称（東京都通称道路名）で、東京都道401号麹町竹平線などから構成される。 
東京という大都会にありながらも歴史と風景の美しさを楽しめることから、1986年（昭和61年）8月10日に「城郭と高層ビルの道」として日本の道100選のひとつに選定された。 

## 概要
皇居北東の平川門から九段下、半蔵門、桜田門、祝田橋、二重橋前、大手門の各交差点を経由して再び平川門に戻る一周約6kmの両方向環状道路で、皇居を中心とする東京都の環状道路の中では最も内側に位置する。
概ね東京都市計画道路幹線街路環状第1号線と同じ経路を取るが、そちら（環状第1号線）は大手門 - 祝田橋間で内堀通りの東隣の道路（国道1号）が指定されており、若干異なっている。

### 路線データ
- 通称道路名：内堀通り
- 整理番号：1[1]
- 起点：千代田区霞が関一丁目[1]
- 終点：千代田区霞が関一丁目[1][注釈 1]

### 構成道路路線
内堀通りの名称が設定されている区間には、以下の路線が含まれる。
- 東京都道401号麹町竹平線（平川門交差点 - 九段下交差点）
- 東京都道302号新宿両国線（九段下交差点 - 九段坂上交差点）
- 東京都道401号麹町竹平線（九段坂上交差点 - 半蔵門交差点）
- 国道20号（半蔵門交差点 - 桜田門交差点）
- 国道1号（桜田門交差点 - 祝田橋交差点）
- 東京都道301号白山祝田田町線（祝田橋交差点 - 平川門交差点）

### 重複する東京都通称道路
- 靖国通り（九段下交差点 - 九段坂上交差点）

### 交通規制
毎週日曜日の10時から16時には、平川門交差点 - 祝田橋交差点が「パレスサイクリングコース」として自転車専用道路になり、自転車と皇居関係車両以外の通行が禁止される。

## 沿線概況

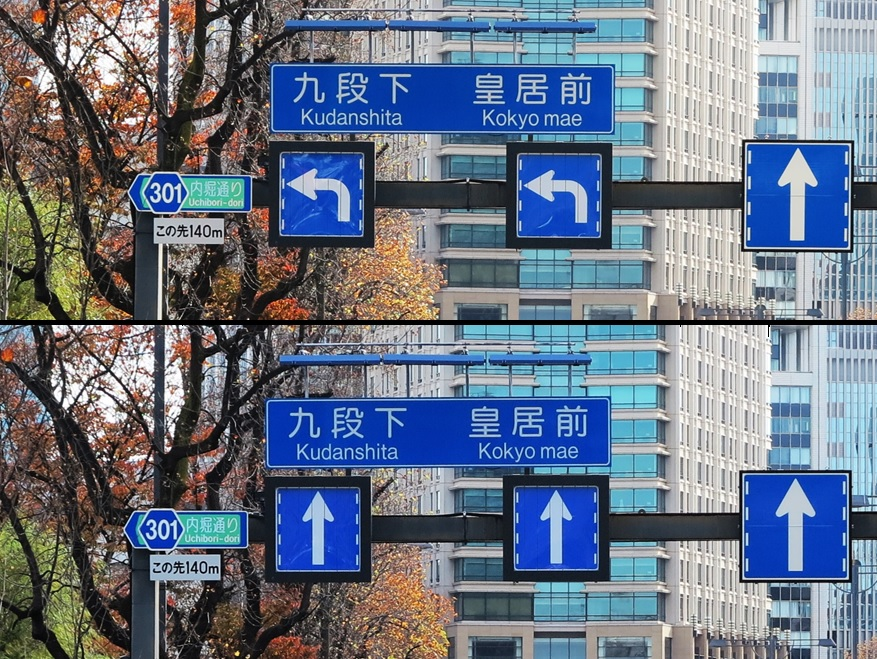
パレスサイクリングコース時の祝田橋交差点。普段の左折車線が直進車線に変わる。

道路の内沿いには皇居を取り囲むお堀と石垣が続き、外沿いはビルが立ち並ぶ日本を代表するビジネス街である。江戸城の外堀が埋め立てられ消滅したのに対し、内堀は江戸時代当時の姿をそのまま残しており、内堀通り沿いには徳川幕府往時の史跡が多数残存する。特に著名なものとして二重橋や、江戸時代に大名屋敷が並んでいた皇居外苑がある。
東側の皇居外苑を南北に走る区間（祝田橋 - 大手門）は、日露戦争後の凱旋大観兵式のために36m幅で整備されたもので、「凱旋道路」と呼び習わされた。大手門付近はエンジュの並木道になっているが、この近辺は1875年（明治8年）に東京で初めてニセアカシアなどの洋木が街路樹として植えられたとの記録があり、記念碑も建てられている。
皇居北西側の区間（九段坂上 - 半蔵門）は桜の名所として名高く、春先には桜吹雪舞うお堀の絶景を見ることができる。皇居南側の区間（半蔵門 - 三宅坂）では、内沿いにお堀の水面と土手の青松や桜田門の白壁と続き、また外沿いには霞ヶ関官公庁街の近代建築が続いており、その景色の対比は都内随一の眺望とも表現される。
また、全線を通して車線数が多く、複雑な形状の交差点も多数存在する。

## 地理

### 交差する道路
反時計回りに記載。
- 白山通り - 平川門交差点

- 代官町通り - 竹橋交差点
- 目白通り - 九段下交差点
- 早稲田通り - 田安門交差点
- 新宿通り（国道20号）- 半蔵門交差点
- 青山通り（国道246号）- 三宅坂交差点
- 六本木通り - 国会前交差点
- 桜田通り（国道1号） - 桜田門交差点

- 晴海通り - 祝田橋交差点
- 永代通り - 大手門交差点

### 沿線
- 皇居外苑（皇居前広場）
- パレスホテル東京（丸の内1丁目）
- Otemachi One（大手町1丁目）
- 東京消防庁・丸の内消防署（大手町1丁目）
- 気象庁（大手町1丁目）
- 丸紅本社（大手町1丁目）
- パレスサイドビル〈毎日新聞社本社〉（一ツ橋1丁目）
- 九段合同庁舎（九段南1丁目）
- 九段第二合同庁舎〈東京法務局・麹町税務署・中央労働基準監督署〉（九段南1丁目）
- 千代田会館（九段南1丁目）
- 千代田区役所（九段南1丁目）
- 昭和館（九段南1丁目）
- 北の丸スクエア（九段北1丁目）
- 日本武道館（北の丸公園）
- 靖国神社（九段北2丁目・3丁目）
- インド大使館（九段南2丁目）
- 二松學舍大学附属高等学校（九段南2丁目）
- 二松學舍大学九段キャンパス（三番町）
- 千鳥ヶ淵戦没者墓苑（三番町）
- 千鳥ヶ淵公園（千代田）
- 駐日英国大使館（一番町）
- 国立劇場（隼町）
- 最高裁判所（隼町）
- 憲政記念館（永田町1丁目）
- 国会議事堂（永田町1丁目）
- 警視庁（霞ヶ関2丁目）